# David Brabham
David Philip Brabham (* 5. September 1965 in Wimbledon, England) ist ein ehemaliger australischer Automobilrennfahrer.

## Familie und Erfolge
David Brabham ist der jüngste von drei Söhnen des dreimaligen Formel-1-Weltmeisters Sir Jack Brabham und der einzige von ihnen, der wie sein Vater an Formel-1-Rennen teilnahm. Jack und David Brabham sind das einzige Vater-Sohn-Gespann, das jemals in einem Wagen fuhr, der beider Namen trägt – dem Brabham.
David Brabham gilt vor allem als Meister im Sportwagen. Zwischen 1992 und 2012 nahm er 18-mal am 24-Stunden-Rennen von Le Mans teil. Sein größter Erfolg dabei war der Gesamtsieg 2009 gemeinsam mit Alexander Wurz und Marc Gené im Peugeot 908 HDi FAP. Dieser Sieg gelang ihm 50 Jahre, nachdem sein Vater Jack 1959 seine erste Formel-1-Weltmeisterschaft gewonnen hatte, und 16 Jahre nach dem Triumph seines Bruders Geoff, der 1993 ebenfalls für Peugeot in Le Mans gewann.

## Karriere

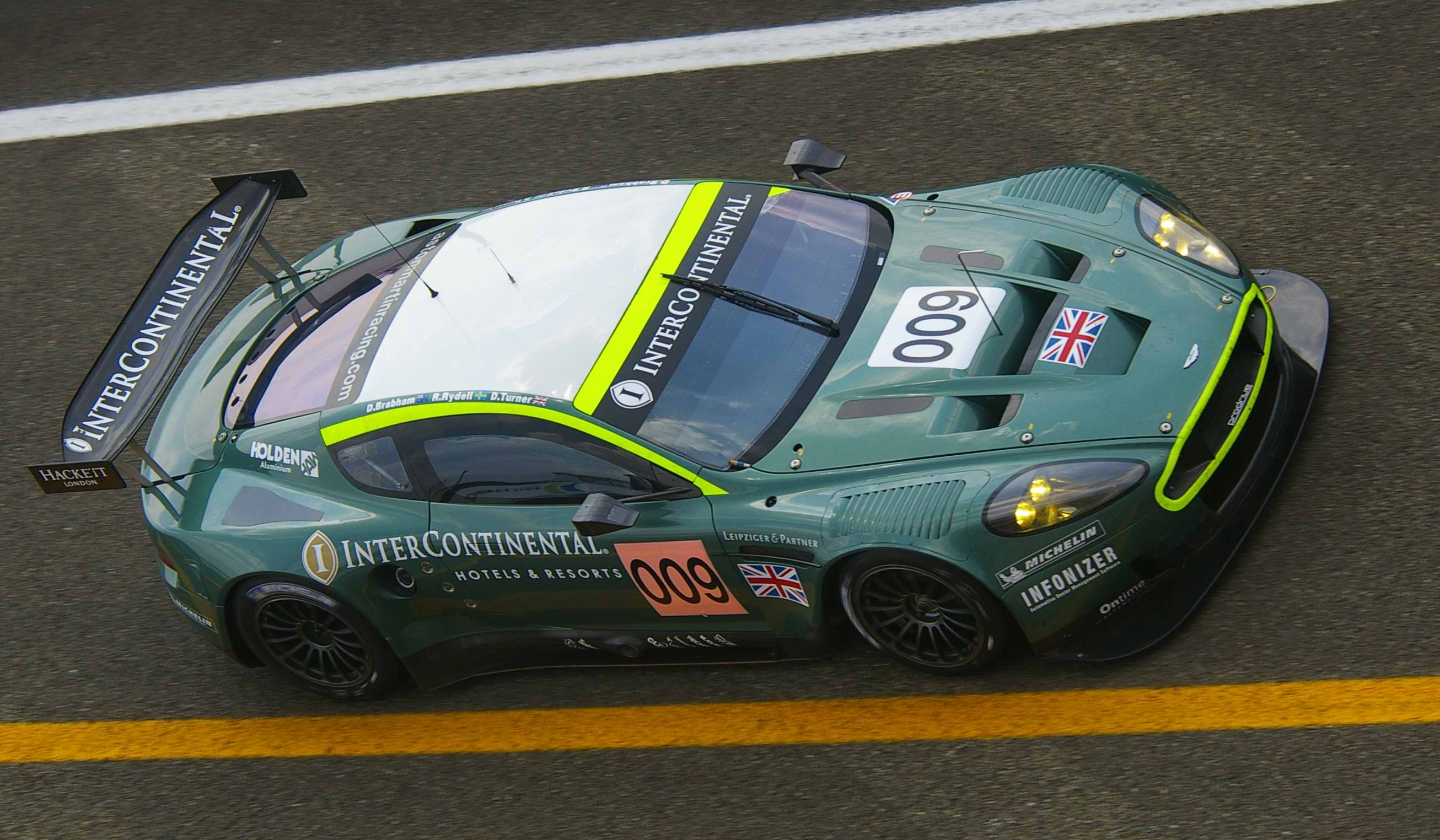
David Brabham im Aston Martin DBR9, bei den 24 Stunden von Le Mans 2007

Er begann seine Karriere in der Formel Atlantic, einer Rennserie, die aus den USA stammt, aber nach deren Reglement auch in Australien und Neuseeland Rennen gefahren werden. 1988 kam er nach England und fuhr dort in der Formel Vauxhall, einer Nachwuchsserie. Ein Jahr später stieg er in die B-Serie der Britischen Formel-3-Meisterschaft auf und siegte fünfmal bei neun Starts. Es folgte der Aufstieg in die A-Serie, wo er sich während der ganzen Saison harte Kämpfe mit dem späteren Toyota-Formel-1-Piloten Allan McNish lieferte. Wichtigster Erfolg war der Sieg beim internationalen Formel-3-Rennen in Macao.
1990 stand der Wechsel in eine höhere Klasse an. David Brabham hatte bereits einen Vertrag bei Middlebridge Racing für die Formel 3000 unterschrieben, als sich plötzlich die Chance ergab, in die Formel 1 zu kommen. Gregor Foitek verließ das Brabham-Team nach nur zwei Rennen und David nahm seinen Platz ein. Es folgte eine unbefriedigende Saison: 14-mal gemeldet, aber nur achtmal qualifiziert. Die beste Platzierung war ein 15. Platz beim Großen Preis von Frankreich. Nach dem Ende der Saison wurde sein Vertrag nicht verlängert.

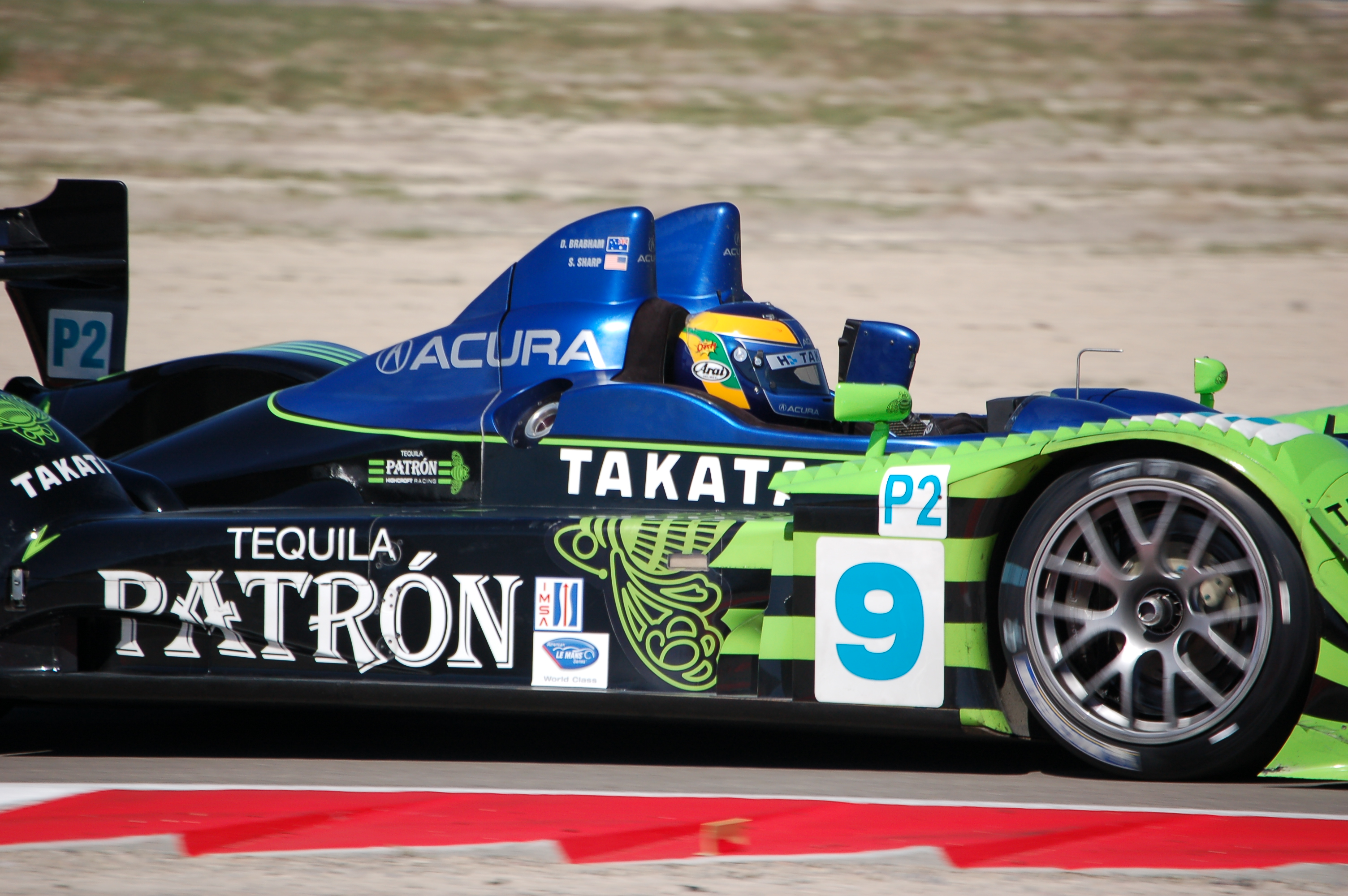
Brabham im Acura 2008

David Brabham wechselte in die Sportwagenszene. 1991 fuhr er für TWR Jaguar und gewann das 1000-km-Rennen auf dem Nürburgring mit Derek Warwick. 1992 folgte ein Jahr für Toyota mit dem Debüt in Le Mans. 1994 kam das Comeback in der Formel 1 mit Simtek. Das Team war unterfinanziert und verlor Brabhams Teamkollegen Roland Ratzenberger, der beim Großen Preis von San Marino 1994 tödlich verunglückte. Das Jahr war ein verlorenes; beste Platzierung war Platz 10 beim Großen Preis von Spanien.
Nach 24 Großen Preisen kam mit Ende 1994 das Aus in der Formel 1. Es folgten erfolgreiche Jahre im Sportwagen: 1995 BTCC für BMW, 1996 japanische GT-Meisterschaft mit dem McLaren F1 GTR – mit einem Meisterschaftssieg vor Ralf Schumacher. Seit 1997 ist David Brabham in der American Le Mans Series aktiv. Er fuhr dort unter anderem für die Werksteams von Panoz und Aston Martin. Seit 2007 fuhr Brabham die beiden Le-Mans-Prototypen von Acura und wurde 2008 auf einem Acura ARX-01b Vizemeister der LMP2-Kategorie.
2009 feierte David Brabham den größten Erfolg seiner Karriere. Als Partner von Alexander Wurz und Marc Gené gewann er das 24-Stunden-Rennen von Le Mans auf einem Peugeot 908 HDi FAP.

## Statistik

### Statistik in der Formel-1-Weltmeisterschaft

#### Gesamtübersicht
| Saison | Team    | Chassis      | Motor          | Rennen | Siege | Zweiter | Dritter | Poles | schn. Rennrunden | Punkte | WM-Pos. |
| ------ | ------- | ------------ | -------------- | ------ | ----- | ------- | ------- | ----- | ---------------- | ------ | ------- |
| 1990   | Brabham | Brabham BT59 | Judd EV 3.5 V8 | 8      | –     | –       | –       | –     | –                | 0      | 34.     |
| 1994   | Simtek  | Simtek S941  | Ford HB 3.5 V8 | 16     | –     | –       | –       | –     | –                | 0      | 31.     |
| Gesamt | Gesamt  | Gesamt       | Gesamt         | 24     | –     | –       | –       | –     | –                | 0      |         |

### Le-Mans-Ergebnisse
| Jahr | Team                   | Fahrzeug              | Teamkollege           | Teamkollege          | Platzierung             | Ausfallgrund    |
| ---- | ---------------------- | --------------------- | --------------------- | -------------------- | ----------------------- | --------------- |
| 1992 | Toyota Team Tom’s      | Toyota TS010          | Geoff Lees            | Ukyo Katayama        | Ausfall                 | Motorschaden    |
| 1993 | TWR Jaguar Racing      | Jaguar XJ220C         | John Nielsen          | David Coulthard      | Ausfall                 | Disqualifiziert |
| 1996 | Gulf Racing            | McLaren F1 GTR        | Pierre-Henri Raphanel | Lindsay Owen-Jones   | Rang 5                  |                 |
| 1997 | David Price Racing     | Panoz Esperante GTR-1 | Perry McCarthy        | Doc Bundy            | Ausfall                 | Wagenbrand      |
| 1998 | Panoz Motorsports Inc. | Panoz Esperante GTR-1 | Andy Wallace          | Jamie Davies         | Rang 7                  |                 |
| 1999 | Panoz Motorsports Inc. | Panoz LMP-1           | Éric Bernard          | Butch Leitzinger     | Rang 7                  |                 |
| 2000 | Panoz Motorsport       | Panoz LMP-1           | Jan Magnussen         | Mario Andretti       | Rang 15                 |                 |
| 2001 | Panoz Motorsport       | Panoz LMP-1           | Jan Magnussen         | Franck Lagorce       | Ausfall                 | Getriebeschaden |
| 2002 | Panoz Motorsport       | Panoz LMP-1           | Jan Magnussen         | Bryan Herta          | Ausfall                 | Motorschaden    |
| 2003 | Team Bentley           | Bentley Exp Speed 8   | Johnny Herbert        | Mark Blundell        | Rang 2                  |                 |
| 2004 | Zytek Engineering Ltd. | Zytek 04S             | Andy Wallace          | Hayanari Shimoda     | Ausfall                 | Motorschaden    |
| 2005 | Aston Martin Racing    | Aston Martin DBR9     | Stéphane Sarrazin     | Darren Turner        | Rang 9                  |                 |
| 2006 | Russian Age Racing     | Aston Martin DBR9     | Antonio García        | Nelson Piquet junior | Rang 9                  |                 |
| 2007 | Aston Martin Racing    | Aston Martin DBR9     | Rickard Rydell        | Darren Turner        | Rang 5 und Klassensieg  |                 |
| 2008 | Aston Martin Racing    | Aston Martin DBR9     | Antonio García        | Darren Turner        | Rang 13 und Klassensieg |                 |
| 2009 | Peugeot Sport Total    | Peugeot 908 HDi FAP   | Alexander Wurz        | Marc Gené            | Gesamtsieg              |                 |
| 2010 | Highcroft Racing       | Acura ARX-01C         | Marco Werner          | Marino Franchitti    | Rang 25                 |                 |
| 2012 | JRM                    | HPD ARX-03a           | Peter Dumbreck        | Karun Chandhok       | Rang 6                  |                 |

### Sebring-Ergebnisse
| Jahr | Team                              | Fahrzeug               | Teamkollege       | Teamkollege           | Platzierung            | Ausfallgrund     |
| ---- | --------------------------------- | ---------------------- | ----------------- | --------------------- | ---------------------- | ---------------- |
| 1992 | Bud Light Jaguar Racing           | Jaguar XJR-12D         | Davy Jones        |                       | Rang 4                 |                  |
| 1998 | Panoz Motorsports                 | Panoz Esperante GTR-1  | Andy Wallace      |                       | Rang 2 und Klassensieg |                  |
| 1999 | Panoz Racing                      | Panoz Esperante GTR-1  | Éric Bernard      |                       | Ausfall                | Wagenbrand       |
| 2000 | Panoz Motor Sports                | Panoz LMP-1 Roadster S | Jan Magnussen     | Pierre-Henri Raphanel | Ausfall                | Motorschaden     |
| 2001 | Panoz Motor Sports                | Panoz LMP07            | Jan Magnussen     |                       | Ausfall                | Kupplungsschaden |
| 2002 | Panoz Motor Sports                | Panoz LMP01            | Jan Magnussen     | Eric van de Poele     | Ausfall                | Motorschaden     |
| 2003 | Team Bentley                      | Bentley Speed 8        | Johnny Herbert    | Mark Blundell         | Rang 3                 |                  |
| 2004 | ACEMCO Motorsports                | Saleen S7-R            | Terry Borcheller  | Johnny Mowlem         | Rang 23                |                  |
| 2005 | Aston Martin Racing               | Aston Martin DBR9      | Darren Turner     | Stéphane Ortelli      | Rang 4 und Klassensieg |                  |
| 2006 | Multimatic Motorsports Team Panoz | Panoz Esperante GT-LM  | Scott Maxwell     | Sébastien Bourdais    | Rang 8 und Klassensieg |                  |
| 2007 | Highcroft Racing                  | Acura ARX-01a          | Stefan Johansson  | Duncan Dayton         | Rang 6                 |                  |
| 2008 | Patron Highcroft Racing           | Acura ARX-01b          | Stefan Johansson  | Scott Sharp           | Rang 5                 |                  |
| 2009 | Patron Highcroft Racing           | Acura ARX-02a          | Dario Franchitti  | Scott Sharp           | Ausfall                | Mechanik         |
| 2010 | Patrón Highcroft Racing           | HPD ARX-01c            | Marino Franchitti | Simon Pagenaud        | Rang 5                 |                  |
| 2011 | Highcroft Racing                  | HPD ARX-01e            | Marino Franchitti | Simon Pagenaud        | Rang 2                 |                  |
| 2012 | JRM                               | HPD ARX-03a            | Karun Chandhok    | Peter Dumbreck        | Rang 16                |                  |
| 2013 | Extreme Speed Motorsports         | HPD ARX-03b            | Guy Cosmo         | Scott Sharp           | Rang 36                |                  |
| 2014 | Extreme Speed Motorsports         | HPD ARX-03b            | Ryan Dalziel      | Scott Sharp           | Rang 2                 |                  |

### Einzelergebnisse in der Sportwagen-Weltmeisterschaft
| Saison | Team              | Rennwagen     | 1   | 2   | 3   | 4   | 5   | 6   | 7   | 8   |
| ------ | ----------------- | ------------- | --- | --- | --- | --- | --- | --- | --- | --- |
| 1991   | Jaguar            | Jaguar XJR-14 | SUZ | MON | SIL | LEM | NÜR | MAG | MEX | AUT |
| 1991   | Jaguar            | Jaguar XJR-14 |     |     |     |     | 1   | 3   | 6   | 3   |
| 1992   | Toyota Team Tom’s | Toyota TS010  | MON | SIL | LEM | DON | SUZ | MAG |     |     |
| 1992   | Toyota Team Tom’s | Toyota TS010  |     |     | DNF | 3   | 2   | 4   |     |     |

### Einzelergebnisse in der FIA-Langstrecken-Weltmeisterschaft
| Saison | Team                      | Rennwagen   | 1   | 2   | 3   | 4   | 5   | 6   | 7   | 8   |
| ------ | ------------------------- | ----------- | --- | --- | --- | --- | --- | --- | --- | --- |
| 2012   | JRM                       | HPD ARX-03a | SEB | SPA | LEM | SIL | SAO | BAH | FUJ | SHA |
| 2012   | JRM                       | HPD ARX-03a | 16  | 12  | 6   | 7   | 9   | DNF | 5   | 5   |
| 2014   | Extreme Speed Motorsports | HPD ARX-03b | SIL | SPA | LEM | AUS | FUJ | SHA | BAH | SAO |
| 2014   | Extreme Speed Motorsports | HPD ARX-03b |     |     | 13  |     |     |     |     |     |
| 2015   | Extreme Speed Motorsports | HPD ARX-03b | SIL | SPA | LEM | NÜR | AUS | FUJ | SHA | BAH |
| 2015   | Extreme Speed Motorsports | HPD ARX-03b | 24  |     |     |     |     |     |     |     |